# Spam financiero
Con el nombre de spam financiero se describe una práctica consistente en revalorizar artificialmente los valores en bolsa de una determinada compañía a través del correo electrónico o de foros de internet especializados, para luego venderlos rápidamente antes de que bajen a su precio real.
El spam financiero es una muestra de «cómo internet puede llegar a manipular las condiciones financieras del mundo real».

## Procedimientos
El spam financiero, explota la baja aversión al riesgo que algunos inversores muestran ante una información que creen privilegiada y procedente de una fuente solvente.
No hay un único procedimiento de spam financiero.
Generalmente, el spammer, o emisor del spam, tras hacerse fuerte en una compañía de baja o muy baja cotización comprando paquetes de acciones a lo largo de varios días, extiende el rumor de su inminente subida (o, por ejemplo, de una Oferta Pública de Venta). Mediante el mecanismo de la profecía autocumplida, las acciones suben repentinamente, tras lo cual el spammer vende todas sus acciones, acciones que ahora, por el mismo motivo que subieron, bajan.
En una versión más sofisticada, el spammer (que hace de lo que en jerga bursátil se llama calientavalores) suele ser una persona con ciertos conocimientos financieros, lo que le permite realizar análisis más o menos complejos de la situación de una empresa, o en todo caso, con la apariencia de auténticos. De manera desinteresada, ofrece esos análisis en un foro o en varios, donde previamente se ha granjeado la confianza de los demás foreros. Una vez que los receptores parecen haber creído que los análisis son correctos, el spammer asegura que los valores en bolsa de esa empresa se encuentran en niveles extraordinariamente bajos, y aconseja comprar cuanto antes acciones de la misma, afirmando que él mismo ya lo ha hecho. Por ejemplo, afirmando que tal empresa fabrica un cierto componente electrónico del cual va a haber una fuerte demanda en breve. Para ello puede utilizar varias identidades con otras tantas cuentas de usuario registrado. En el momento en que las víctimas del spam aumentan la compra de acciones, su precio sube, y es entonces cuando el spammer se retira repentinamente, provocando una bajada que suele dejar atrapados en pérdidas a los engañados compradores.

## Repercusiones
Según algunos estudios realizados, las repercusiones del spam financiero son mayores de lo que habitualmente se supone.
La empresa de seguridad Panda Security afirma que algunas compañías han llegado a revalorizarse incluso un 12% con este tipo de prácticas. Rainer Böhme, de la Universidad de Dresde, y Thorsten Holz, un analista de la Universidad de Mannheim, han estudiado el impacto del spam en los mercados financieros, y ha destacado algunas características de interés. En primer lugar, su bajo ocoste (apenas 0.0005 dólares americanos por potencial destinatario de correo). Según sus cálculos, este tipo de spam supone el 3% del spam emitido, y suele coincidir con el horario de funcionamiento de las bolsas de valores (lo que técnicamente, significa que es un tipo de spam segmentado).
Por su parte, Laura Frieder, de la Universidad de Purdue y Jonathan Zittrain, de la Universidad de Oxford estiman que los engañados pueden sufrir pérdidas del 8% en apenas dos días, mientras que los beneficios del spammer son de entre un 4,6% y un 6%. Barajan la posibilidad, además, de que los emisores del spam puedan ser también las propias empresas, además de inversores particulares.